# Liste des médaillés olympiques en patinage de vitesse sur piste courte
Ci-après la liste présentant les médaillés olympiques en patinage de vitesse sur piste courte.

## Compétitions masculines

### 500 mètres
| Édition                                | Or                       | Argent                        | Bronze                        |
| Lillehammer 1994                       | Chae Ji-hoon (KOR)       | Mirko Vuillermin (ITA)        | Nicky Gooch (GBR)             |
| Nagano 1998                            | Takafumi Nishitani (JPN) | An Yulong (CHN)               | Hitoshi Uematsu (JPN)         |
| Salt Lake City 2002                    | Marc Gagnon (CAN)        | Jonathan Guilmette (CAN)      | Rusty Smith (USA)             |
| Turin 2006                             | Apolo Ohno (USA)         | François-Louis Tremblay (CAN) | Ahn Hyun-soo (KOR)            |
| Vancouver 2010                         | Charles Hamelin (CAN)    | Sung Si-bak (JPN)             | François-Louis Tremblay (CAN) |
| Sotchi 2014 (Résultats détaillés)      | Viktor Ahn (RUS)         | Wu Dajing (CHN)               | Charle Cournoyer (CAN)        |
| Pyeongchang 2018 (Résultats détaillés) | Wu Dajing (CHN)          | Hwang Dae-heon (KOR)          | Lim Hyo-jun (KOR)             |
| Pékin 2022 (Résultats détaillés)       | Shaoang Liu (HUN)        | Konstantin Ivliev (ROC)       | Steven Dubois (CAN)           |

### 1 000 mètres
| Édition                                | Or                    | Argent                   | Bronze                 |
| Albertville 1992                       | Kim Ki-hoon (KOR)     | Frédéric Blackburn (CAN) | Lee Joon-ho (KOR)      |
| Lillehammer 1994                       | Kim Ki-hoon (KOR)     | Chae Ji-hoon (KOR)       | Marc Gagnon (CAN)      |
| Nagano 1998                            | Kim Dong-sung (KOR)   | Li Jiajun (CHN)          | Éric Bédard (CAN)      |
| Salt Lake City 2002                    | Steven Bradbury (AUS) | Apolo Ohno (USA)         | Mathieu Turcotte (CAN) |
| Turin 2006                             | Ahn Hyun-soo (KOR)    | Lee Ho-suk (KOR)         | Apolo Ohno (USA)       |
| Vancouver 2010                         | Lee Jung-su (KOR)     | Lee Ho-suk (KOR)         | Apolo Ohno (USA)       |
| Sotchi 2014 (Résultats détaillés)      | Viktor Ahn (RUS)      | Vladimir Grigorev (RUS)  | Sjinkie Knegt (NED)    |
| Pyeongchang 2018 (Résultats détaillés) | Samuel Girard (CAN)   | John-Henry Krueger (USA) | Seo Yi-ra (KOR)        |
| Pékin 2022 (Résultats détaillés)       | Ren Ziwei (CHN)       | Li Wenlong (CHN)         | Shaoang Liu (HUN)      |

### 1 500 mètres
| Édition                                | Or                     | Argent              | Bronze                 |
| Salt Lake City 2002                    | Apolo Anton Ohno (USA) | Li Jiajun (CHN)     | Marc Gagnon (CAN)      |
| Turin 2006                             | Ahn Hyun-soo (KOR)     | Lee Ho-suk (KOR)    | Li Jiajun (CHN)        |
| Vancouver 2010                         | Lee Jung-su (KOR)      | Apolo Ohno (USA)    | J.R. Celski (USA)      |
| Sotchi 2014 (Résultats détaillés)      | Charles Hamelin (CAN)  | Han Tianyu (CHN)    | Viktor Ahn (RUS)       |
| Pyeongchang 2018 (Résultats détaillés) | Lim Hyo-jun (KOR)      | Sjinkie Knegt (NED) | Semen Elistratov (OAR) |
| Pékin 2022 (Résultats détaillés)       | Hwang Dae-heon (KOR)   | Steven Dubois (CAN) | Semen Elistratov (ROC) |

### Relais sur 5 000 mètres
| Édition                                | Or                                                                                              | Argent                                                                                         | Bronze                                                                                    |
| Albertville 1992                       | Corée du Sud Kim Ki-hoon Lee Joon-ho Mo Ji-soo Song Jae-kun                                     | Canada Frédéric Blackburn Laurent Daignault Michel Daignault Sylvain Gagnon Mark Lackie        | Japon Yūichi Akasaka Tatsuyoshi Ishihara Toshinobu Kawai Tsutomu Kawasaki                 |
| Lillehammer 1994                       | Italie Maurizio Carnino Orazio Fagone Hugo Herrnhof Mirko Vuillermin                            | États-Unis Randy Bartz John Coyle Eric Flaim Andrew Gabel                                      | Australie Steven Bradbury Kieran Hansen Andrew Murtha Richard Nizielski                   |
| Nagano 1998                            | Canada Éric Bédard Derrick Campbell François Drolet Marc Gagnon                                 | Corée du Sud Chae Ji-hoon Lee Jun-hwan Lee Ho-eung Kim Dong-sung                               | Chine An Yulong Feng Kai Li Jiajun Yuan Ye                                                |
| Salt Lake City 2002                    | Canada Éric Bédard Marc Gagnon Jonathan Guilmette François-Louis Tremblay Mathieu Turcotte      | Italie Michele Antonioli Maurizio Carnino Fabio Carta Nicola Franceschina Nicola Rodigari      | Chine An Yulong Feng Kai Guo Wei Li Jiajun Li Ye                                          |
| Turin 2006                             | Corée du Sud Ahn Hyun-Soo Lee Ho-suk Oh Se-jong Seo Ho-jin Song Suk-woo                         | Canada Éric Bédard Jonathan Guilmette Charles Hamelin François-Louis Tremblay Mathieu Turcotte | États-Unis Alex Izykowski John Paul Kepka Apolo Ohno Rusty Smith                          |
| Vancouver 2010                         | Canada Guillaume Bastille Charles Hamelin François Hamelin Olivier Jean François-Louis Tremblay | Corée du Sud Kim Seoung-il Kwak Yoon-gy Lee Ho-suk Lee Jung-su Sung Si-bak                     | États-Unis J.R. Celski Travis Jayner Jordan Malone Apolo Ohno Simon Cho                   |
| Sotchi 2014 (Résultats détaillés)      | Russie Viktor Ahn Semen Elistratov Vladimir Grigorev Rouslan Zakharov                           | États-Unis Eddy Alvarez J.R. Celski Chris Creveling Jordan Malone                              | Chine Chen Dequan Han Tianyu Shi Jingnan Wu Dajing                                        |
| Pyeongchang 2018 (Résultats détaillés) | Hongrie Csaba Burján Viktor Knoch Shaoang Liu Shaolin Sándor Liu                                | Chine Chen Dequan Han Tianyu Ren Ziwei Wu Dajing Xu Hongzhi                                    | Canada Charle Cournoyer Pascal Dion Samuel Girard Charles Hamelin                         |
| Pékin 2022 (Résultats détaillés)       | Canada Charles Hamelin Steven Dubois Jordan Pierre-Gilles Pascal Dion Maxime Laoun              | Corée du Sud Lee June-seo Kim Dong-wook Hwang Dae-heon Park Jang-hyuk (Kwak Yoon-gy)           | Italie Andrea Cassinelli Luca Spechenhauser Tommaso Dotti Pietro Sighel (Yuri Confortola) |

## Compétitions féminines

### 500 mètres
| Édition                                | Or                    | Argent                   | Bronze                      |
| Albertville 1992                       | Cathy Turner (USA)    | Li Yan (CHN)             | Hwang Ok-sil (PRK)          |
| Lillehammer 1994                       | Cathy Turner (USA)    | Zhang Yanmei (CHN)       | Amy Peterson (USA)          |
| Nagano 1998                            | Annie Perreault (CAN) | Yang Yang (S) (CHN)      | Chun Lee-kyung (KOR)        |
| Salt Lake City 2002                    | Yang Yang (A) (CHN)   | Evgenia Radanova (BUL)   | Wang Chunlu (CHN)           |
| Turin 2006                             | Wang Meng (CHN)       | Evgenia Radanova (BUL)   | Anouk Leblanc-Boucher (CAN) |
| Vancouver 2010                         | Wang Meng (CHN)       | Marianne St-Gelais (CAN) | Arianna Fontana (ITA)       |
| Sotchi 2014 (Résultats détaillés)      | Li Jianrou (CHN)      | Arianna Fontana (ITA)    | Park Seung-hi (KOR)         |
| Pyeongchang 2018 (Résultats détaillés) | Arianna Fontana (ITA) | Yara van Kerkhof (NED)   | Kim Boutin (CAN)            |
| Pékin 2022 (Résultats détaillés)       | Arianna Fontana (ITA) | Suzanne Schulting (NED)  | Kim Boutin (CAN)            |

### 1 000 mètres
| Édition                                | Or                      | Argent                  | Bronze                |
| Lillehammer 1994                       | Chun Lee-kyung (KOR)    | Nathalie Lambert (CAN)  | Kim So-hui (KOR)      |
| Nagano 1998                            | Chun Lee-kyung (KOR)    | Yang Yang (S) (CHN)     | Won Hye-kyung (KOR)   |
| Salt Lake City 2002                    | Yang Yang (A) (CHN)     | Ko Gi-hyun (KOR)        | Yang Yang (S) (CHN)   |
| Turin 2006                             | Jin Sun-yu (KOR)        | Wang Meng (CHN)         | Yang Yang (A) (CHN)   |
| Vancouver 2010                         | Wang Meng (CHN)         | Katherine Reutter (USA) | Park Seung-hi (KOR)   |
| Sotchi 2014 (Résultats détaillés)      | Park Seung-hi (KOR)     | Fan Kexin (CHN)         | Shim Suk-hee (KOR)    |
| Pyeongchang 2018 (Résultats détaillés) | Suzanne Schulting (NED) | Kim Boutin (CAN)        | Arianna Fontana (ITA) |
| Pékin 2022 (Résultats détaillés)       | Suzanne Schulting (NED) | Choi Min-jeong (KOR)    | Hanne Desmet (BEL)    |

### 1 500 mètres
| Édition                                | Or                   | Argent                | Bronze                  |
| Salt Lake City 2002                    | Ko Gi-hyun (KOR)     | Choi Eun-kyung (KOR)  | Evgenia Radanova (BUL)  |
| Turin 2006                             | Jin Sun-yu (KOR)     | Choi Eun-kyung (KOR)  | Wang Meng (CHN)         |
| Vancouver 2010                         | Zhou Yang (CHN)      | Lee Eun-byul (KOR)    | Park Seung-hi (KOR)     |
| Sotchi 2014 (Résultats détaillés)      | Zhou Yang (CHN)      | Shim Suk-hee (KOR)    | Arianna Fontana (ITA)   |
| Pyeongchang 2018 (Résultats détaillés) | Choi Min-jeong (KOR) | Li Jinyu (CHI)        | Kim Boutin (CAN)        |
| Pékin 2022 (Résultats détaillés)       | Choi Min-jeong (KOR) | Arianna Fontana (ITA) | Suzanne Schulting (NED) |

### Relais sur 3 000 mètres
| Édition                                | Or                                                                                           | Argent                                                                                | Bronze                                                                                 |
| Albertville 1992                       | Canada Angela Cutrone Sylvie Daigle Nathalie Lambert Annie Perreault                         | États-Unis Darcie Dohnal Amy Peterson Cathy Turner Nikki Ziegelmeyer                  | Équipe unifiée Ioulia Allagulova Natalia Issakova Viktoria Taranina Ioulia Vlassova    |
| Lillehammer 1994                       | Corée du Sud Chun Lee-kyung Kim So-hee Kim Yun-mi Won Hye-kyung                              | Canada Christine Boudrias Isabelle Charest Sylvie Daigle Nathalie Lambert             | États-Unis Karen Cashman Amy Peterson Cathy Turner Nikki Ziegelmeyer                   |
| Nagano 1998                            | Corée du Sud An Sang-mi Chun Lee-kyung Kim Yun-mi Won Hye-kyung                              | Chine Sun Dandan Wang Chunlu Yang Yang (A) Yang Yang (S)                              | Canada Christine Boudrias Isabelle Charest Annie Perreault Tania Vicent                |
| Salt Lake City 2002                    | Corée du Sud Choi Eun-kyung Choi Min-kyung Joo Min-jin Park Hye-won                          | Chine Sun Dandan Wang Chunlu Yang Yang (A) Yang Yang (S)                              | Canada Isabelle Charest Marie-Ève Drolet Amélie Goulet-Nadon Alanna Kraus Tania Vicent |
| Turin 2006                             | Corée du Sud Byun Chun-sa Choi Eun-kyung Jeon Da-hye Jin Sun-yu Kang Yun-mi                  | Canada Alanna Kraus Anouk Leblanc-Boucher Amanda Overland Kalyna Roberge Tania Vicent | Italie Marta Capurso Arianna Fontana Katia Zini Mara Zini                              |
| Vancouver 2010                         | Chine Sun Linlin Wang Meng Zhang Hui Zhou Yang                                               | Canada Jessica Gregg Kalyna Roberge Marianne St-Gelais Tania Vicent                   | États-Unis Allison Baver Kimberly Derrick Alyson Dudek Lana Gehring Katherine Reutter  |
| Sotchi 2014 (Résultats détaillés)      | Corée du Sud Cho Ha-ri Kim Alang Kong Sangjeong Park Seung-hi Shim Suk-hee                   | Canada Marie-Ève Drolet Jessica Hewitt Valérie Maltais Marianne St-Gelais             | Italie Arianna Fontana Lucia Peretti Martina Valcepina Elena Viviani                   |
| Pyeongchang 2018 (Résultats détaillés) | Corée du Sud Choi Min-jeong Kim A-lang Kim Ye-jin Lee Yu-bin Shim Suk-hee                    | Italie Arianna Fontana Cecilia Maffei Lucia Peretti Martina Valcepina                 | Pays-Bas Suzanne Schulting Jorien ter Mors Yara van Kerkhof Lara van Ruijven           |
| Pékin 2022 (Résultats détaillés)       | Pays-Bas Suzanne Schulting Selma Poutsma Xandra Velzeboer Yara van Kerkhof (Rianne de Vries) | Corée du Sud Choi Min-jeong Seo Whi-min Kim Alang Lee Yu-bin (Park Ji-yoon)           | Chine Qu Chunyu Zhang Chutong Fan Kexin Zhang Yuting (Han Yutong)                      |

## Compétition mixte

### Relais sur 2 000 mètres
| Édition                          | Or                                                                      | Argent | Bronze                                                                                   |
| Pékin 2022 (Résultats détaillés) | Chine Qu Chunyu Fan Kexin Wu Dajing Ren Ziwei (Zhang Yuting) (Sun Long) | Italie Arianna Fontana Martina Valcepina Andrea Cassinelli Pietro Sighel (Yuri Confortola) (Arianna Valcepina) | Hongrie Zsófia Kónya Petra Jászapáti Shaoang Liu Shaolin Sándor Liu (John-Henry Krueger) |

## Statistiques

### Athlètes les plus médaillés
| Athlète                   | Pays                | Éditions       | Médaille d'or, Jeux olympiques | Médaille d'argent, Jeux olympiques | Médaille de bronze, Jeux olympiques | Total |
| Ahn Hyun-soo / Viktor Ahn | Corée du Sud Russie | 2002-2006 2014 | 6                              | 0                                  | 2                                   | 8     |
| Apolo Anton Ohno          | États-Unis          | 2002-2010      | 2                              | 2                                  | 4                                   | 8     |
| Wang Meng                 | Chine               | 2006-2010      | 4                              | 1                                  | 1                                   | 6     |
| Chun Lee-kyung            | Corée du Sud        | 1994-1998      | 4                              | 0                                  | 1                                   | 5     |
| Marc Gagnon               | Canada              | 1994-2002      | 3                              | 0                                  | 2                                   | 5     |
| Yang Yang (A)             | Chine               | 1998-2006      | 2                              | 2                                  | 1                                   | 5     |
| François-Louis Tremblay   | Canada              | 2002-2010      | 2                              | 2                                  | 1                                   | 5     |
| Park Seung-hi             | Corée du Sud        | 2010-2014      | 2                              | 0                                  | 3                                   | 5     |
| Lee Ho-suk                | Corée du Sud        | 2010-2014      | 1                              | 4                                  | 0                                   | 5     |
| Yang Yang (S)             | Chine               | 1994-2002      | 0                              | 4                                  | 1                                   | 5     |
| Li Jiajun                 | Chine               | 1998-2006      | 0                              | 2                                  | 3                                   | 5     |
| Arianna Fontana           | Italie              | 2006-2014      | 0                              | 1                                  | 4                                   | 5     |
| Charles Hamelin           | Canada              | 2006-2014      | 3                              | 1                                  | 0                                   | 4     |
| Choi Eun-kyung            | Corée du Sud        | 2002-2006      | 2                              | 2                                  | 0                                   | 4     |
| Éric Bédard               | Canada              | 1998-2006      | 2                              | 1                                  | 1                                   | 4     |
| Cathy Turner              | États-Unis          | 1992-1998      | 2                              | 1                                  | 1                                   | 4     |